# Bezirk Tyśmienica
Bezirk Tyśmienica – dawny powiat (Bezirk) kraju koronnego Królestwo Galicji i Lodomerii, funkcjonujący w latach 1854–1867. Siedzibą starostwa było miasto Tyśmienica.

## Historia
Bezirk Tyśmienica utworzono w ramach reformy uwłaszczeniowej z okresu Wiosny Ludów (1848–1849), która likwidowała jurysdykcję właściciela ziemskiego nad poddanymi. W Galicji, dominium – jako podstawowa jednostka administracyjna i filar systemu feudalnego straciło rację bytu. Konieczne stało się zatem wprowadzenie nowego systemu administracyjnego, którego zręby powstały w latach 1851–1855. Nowy trójstopniowy podział administracyjny objął 21 cyrkułów (niem. Kreise), 179 małych powiatów (niem. Bezirke) i ponad 6000 gmin (niem. Gemeinde).
Bezirk Tyśmienica objął obszar o wielkości 6,6 mil², zamieszkany przez 27.093 ludzi i podzielony na 23 gminy katastralne, w tym jedno miasto (Buczacz) i jedno miasteczko (Potok). Wszedł w skład cyrkułu stanisławowskiego, jako jeden z jego dziesięciu powiatów.
Po nadaniu Galicji autonomii oraz powołaniu samorządu gminnego i powiatowego w 1865 zlikwidowano cyrkuły (Kreise). Dotychczasowe małe powiaty (Bezirke) w liczbie 179, utrzymały się do 1867 roku, kiedy to w następstwie kolejnej reformy administracyjnej (23 stycznia 1867) zostały zastąpione przez 74 większych powiatów. Obszar zniesionego Bezirk Tyśmienica wszedł wtedy w całości w skład nowego powiatu tłumackiego. 1 stycznia 1887 gminę Bratkowce przeniesiono do powiatu stanisławowskiego.

## Podział administracyjny (1854)
| Lp. | Gmina jednostkowa       | Powierzchnia | Ludność | Powiat w 1867 po zniesieniu |
| --- | ----------------------- | ------------ | ------- | --------------------------- |
| 1   | Babianka                | 530          | 308     | tłumacki                    |
| 2   | Bohorodyczyn            | 2730         | 550     | tłumacki                    |
| 3   | Bratkowce               | 2630         | 928     | tłumacki                    |
| 4   | Chomiakówka             | 1495         | 462     | tłumacki                    |
| 5   | Czarnołoźce             | 3555         | 1440    | tłumacki                    |
| 6   | Hostów                  | 4460         | 1325    | tłumacki                    |
| 7   | Kłubowce                | 2490         | 583     | tłumacki                    |
| 8   | Krasiłówka              | 4910         | 386     | tłumacki                    |
| 9   | Krzywotuły Nowe         | 4910         | 569     | tłumacki                    |
| 10  | Krzywotuły Stare        | 4910         | 711     | tłumacki                    |
| 11  | Ladzkie                 | 5805         | 1383    | tłumacki                    |
| 12  | Markowce                | 3235         | 614     | tłumacki                    |
| 13  | Ottynia (M) z Grabiczem | 6265         | 2373    | tłumacki                    |
| 14  | Podpieczary             | 3215         | 1316    | tłumacki                    |
| 15  | Pszeniczniki z Pohonią  | 2885         | 921     | tłumacki                    |
| 16  | Słobódka z Odajami      | 2145         | 489     | tłumacki                    |
| 17  | Targowica               | 2050         | 948     | tłumacki                    |
| 18  | Tarnowica Polna         | 1500         | 1103    | tłumacki                    |
| 19  | Tyśmienica (M)          | 7250         | 7513    | tłumacki                    |
| 20  | Uhorniki                | 1416         | 913     | tłumacki                    |
| 21  | Winograd                | 3135         | 992     | tłumacki                    |
| 22  | Worona                  | 3020         | 909     | tłumacki                    |
| 23  | Zakrzewce               | 975          | 357     | tłumacki                    |

Objaśnienie:
(M) = miasto; (m) = miasteczko